# Hanni-Schult-Park
Koordinaten: 53° 36′ 43,5″ N, 10° 7′ 31,9″ O

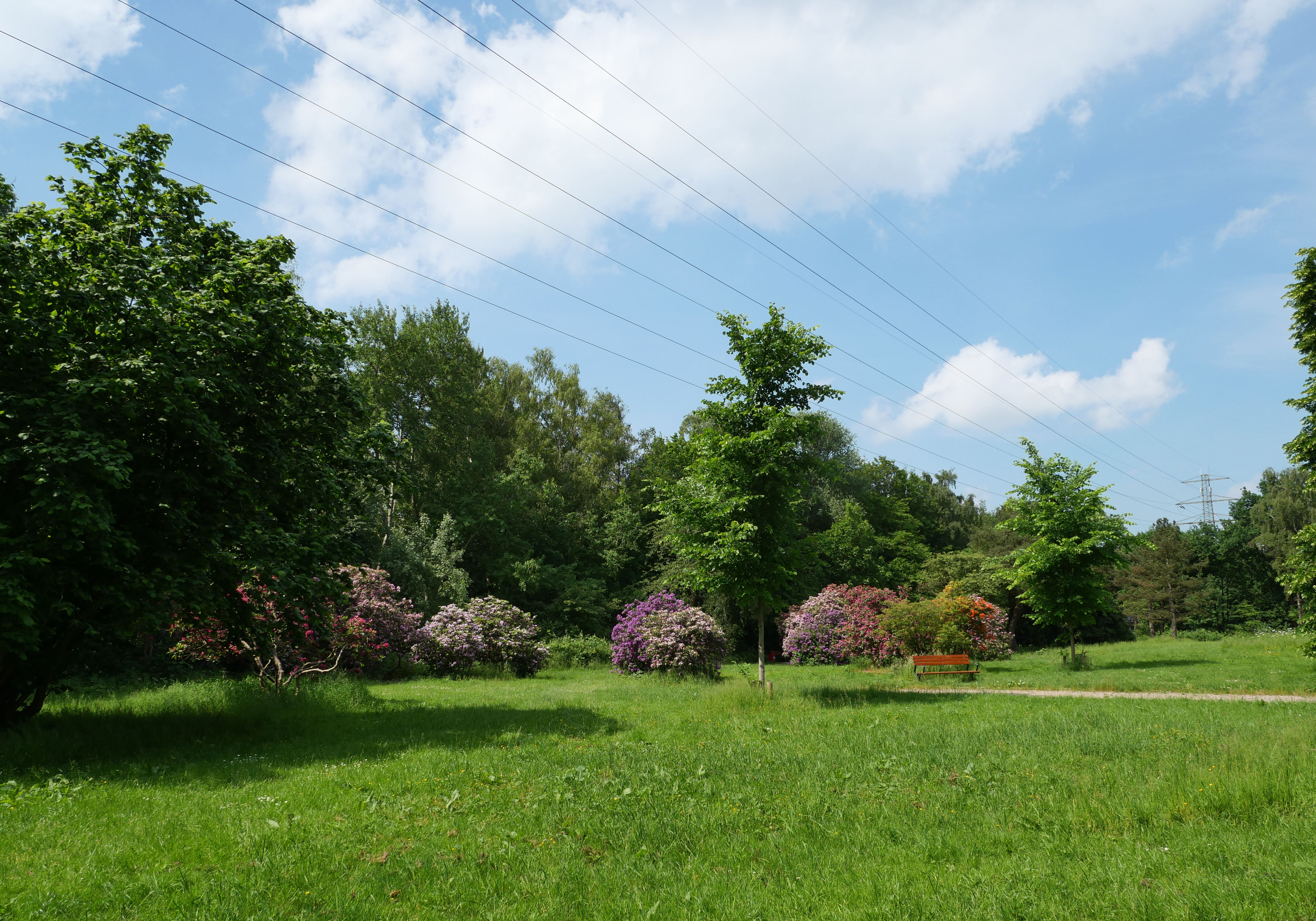
Hanni-Schult-Park im Mai 2024

Der Hanni-Schult-Park, auch Hanni-Park oder Oldenfelder Bürgerpark ist eine 2,2 ha große öffentliche Grünanlage im Hamburger Stadtteil Rahlstedt, Ortsteil Oldenfelde.

## Lage
Der Park erstreckt sich südlich der Stargarder Straße am östlichen Ufer der Berner Au. Die Nord-Süd-Ausdehnung beträgt 370 Meter bei einer maximalen Breite von 110 Meter von West nach Ost.

## Geschichte

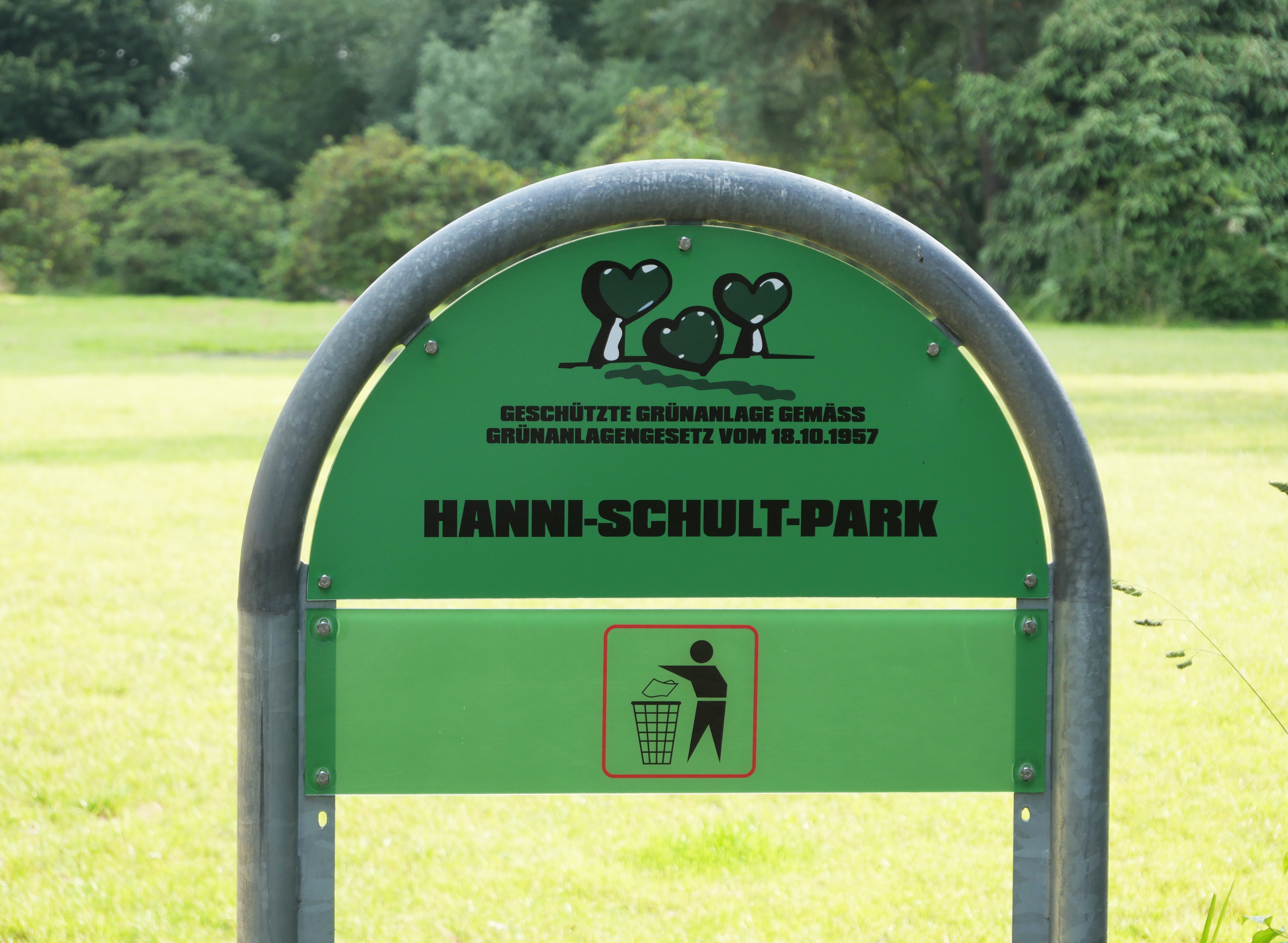
Hanni-Schult-Park, Schild am nördlichen Zugang

Die Entstehung und Geschichte ist eng verknüpft mit dem Bürgerverein Oldenfelde, welcher sich 1924 als „Oldenfelder Siedler Interessengesellschaft“ gründete und überwiegend aus Einwohnern der 100 Meter östlich des Parks liegenden Oldenfelder Siedlung (auch Neu Oldenfelde oder Sibirien) bestand. Erste Pläne für eine öffentliche Grünanlage auf dem Gelände stammen aus den 1970er Jahren, 1975 wurde die Fläche schließlich dem Bürgerverein gegen eine jährliche Gebühr von 20 DM zur Nutzung überlassen und von den Mitgliedern mit Unterstützung der Panzergrenadierbrigade 17 als Park hergerichtet. Dies war nur als Zwischenlösung vor einer Übernahme als Grünanlage durch das Bezirksamt geplant, und ein 1981 erstellter Bebauungsplan setzte für das Gelände auch eine Nutzung als Parkanlage fest. Zur Übernahme durch das Bezirksamt kam es aber zunächst nicht. Erst 2020 wurde das Flurstück 4103 mit dem Park für einen Buchwert von 1,1 Mio. € an das Bezirksamt übertragen.
Am 1. Juni 2024 wurde die bis dahin übliche Bezeichnung Hanni-Park offiziell zum Hanni-Schult-Park geändert. Beide Bezeichnungen gehen auf den ehemaligen 1. Vorsitzenden des Bürgervereins Oldenfelde, Hansjürgen Schult (30. April 1929 – 10. November 2015) mit dem Spitznamen „Hanni“ zurück, der sich neben seinem Einsatz für den Park über Jahrzehnte ehrenamtlich für Oldenfelde engagiert hatte.

## Hochspannungstrasse
Der Park wird in Nord-Süd-Richtung von einer Hochspannungsleitung mit einer Nennspannung von 110 kV überquert. Im Süden des Parks steht ein dazugehörender, als Tannenbaummast ausgeführter, Freileitungsmast.